# باول-ادمون غانون
باول-ادمون غانون هو سياسي كندي، ولد في 20 يناير 1909 في ساغينيه في كندا، وتوفي في 23 أكتوبر 1981 في لابي ‏ في كندا. انتخب عضو مجلس العموم الكندي.